# Lactaatdehydrogenase
Lactaatdehydrogenase (LD of LDH) of melkzuurdehydrogenase is een enzym dat voorkomt in vrijwel alle levende cellen. Het katalyseert de reversibele reactie tussen pyruvaat en lactaat, en gebruikt daarbij NAD als co-enzym. Lactaat en pyruvaat zijn belangrijke metabolieten in de suikerstofwisseling.
Onder normale, zuurstofrijke omstandigheden wordt pyruvaat via de citroenzuurcyclus afgebroken, waarbij energie wordt gegenereerd. Onder zuurstofarme omstandigheden, zoals bij grote inspanning, zet LDH pyruvaat om in lactaat. Deze omzetting zorgt ervoor dat NAD+ beschikbaar blijft om de glycolyse voort te zetten. Het gevormde lactaat kan via het bloed naar de lever worden vervoerd, waar het via weer wordt omgezet in glucose (de Cori-cyclus). Metabool gezien speelt LDH dus een belangrijke rol in de energievoorziening van het lichaam onder anaerobe omstandigheden. LDH katalyseert primair de omzetting tussen pyruvaat en lactaat, maar kan in bepaalde weefsels ook 2-hydroxybutyraat als substraat herkennen.
LDH komt in relatief hoge concentraties tot expressie in de spierweefsels en de zenuwweefsels. Omdat het enzym vrijkomt bij weefselschade, is het een biomarker van inwendige verwondingen en orgaanbeschadigingen zoals hartfalen. LDH speelt om deze reden een belangrijke rol in de laboratoriumdiagnostiek.

## Reactie
Lactaatdehydrogenase katalyseert de reversibele redoxreactie van pyruvaat en lactaat, met gelijktijdige omzetting van NADH en NAD+. Pyruvaat, het eindproduct van glycolyse, wordt door LDH omgezet in lactaat onder zuurstofarme condities, en het voert de omgekeerde reactie uit gedurende de Cori-cyclus in de lever. Bij hoge concentraties lactaat vertoont het enzym negatieve terugkoppeling en wordt de omzettingssnelheid van pyruvaat in lactaat verlaagd. Het enzym katalyseert verder de dehydrogenering van 2-hydroxybutyraat, maar deze stof is voor LDH een veel minder goed substraat.
|                                  |
| Reactie van lactaatdehydrogenase |

## Isovormen
Het LD-enzym is een tetrameer eiwit, opgebouwd uit twee subeenheden H (heart) en M (muscle), die onder gescheiden genetische controle staan. Er kunnen vijf types tetrameer ontstaan: H4, H3M, H2M2, HM3 en M4. Deze iso-enzymen kunnen door elektroforese worden gescheiden en worden in de praktijk aangeduid als: LD1, LD2, LD3, LD4 en LD5. De verdeling van de iso-enzymen over de verschillende organen laat zien dat LD1 en LD2 vooral in hartspierweefsel en rode bloedcellen voor komt; LD4 en LD5 vooral in levercellen en dwarsgestreept spierweefsel. Witte bloedcellen laten vooral LD2 en LD3 zien.
Het LD1 heeft een hoge affiniteit tot het substraat β-hydroxyboterzuur. De HBDH-(β-hydroxybutyraatdehydrogenase)-bepaling maakt van dit substraat gebruik en is dus een maat voor de LD1-activiteit. Vooral de Duitse literatuur kent het gebruik van deze bepaling.

## Toepassingen
Gezien het feit dat LD in alle organen voorkomt, zijn de toepassingen zeer talrijk. Enkele van de voornaamste toepassingen zijn:
- Diagnostiek van orgaanbeschadigingen (via iso-enzymen).
- Differentieel diagnostiek van de icterus.
- Diagnostiek van hematologische afwijkingen.

In de laboratoriumdiagnostiek wordt onderzoek naar dit enzym onder andere gebruikt voor:
- Onderzoek naar hemolyse
- Onderzoek naar de lever
- Onderzoek naar hartfalen
- Onderzoek naar bloedkanker (myeloïde leukemie)

Voor de (late) diagnostiek van hartspierschade is de bepaling van LD achterhaald door de komst van de troponine-bepalingen.
Bij leverziekten vindt men in het algemeen LD- LD4- en LD5-verhogingen, echter minder sterk dan bij ALAT en ASAT. Forse LD-verhogingen treft men aan bij intoxicaties en hypoxie van de lever (toxische hepatitis, mononucleosis infectiosa). Bij sommige patiënten met nierziekten o.a. pyelonefritis, zijn verhoogde LD-waarden in serum gevonden. Een hemolytisch uremisch syndroom (HUS) gaat gepaard met hoge waarden.
Bij patiënten met onbehandelde pernicieuze anemie of megaloblastaire anemie door foliumzuur gebrek kunnen LD, LD1 en LD2 zeer sterk verhoogd zijn door vernietiging van de pasgevormde erytrocyten. Na behandeling treedt weer normalisatie van LD op.
Progressieve spierdystrofie gaat gepaard met matig verhoogde LD-(LD5-)waarden.
Bij patiënten met maligne aandoeningen (M. Hodgkin, carcinomen) worden verhoogde LD-waarden gevonden (met name LD4, LD5). Bij teratomen en seminomen van de testis is juist LD1 verhoogd. LD1 kan daarbij als vroege indicator van een terugval dienen.
Verhoogde LD-activiteit in plasma wordt ook gevonden bij een longembolie; de verhoogde LD (LD3) is soms de enige afwijking die aantoonbaar is.

## Valkuilen
Door het gebruik van serum worden over het algemeen wat hogere waarden verkregen doordat LD vrijkomt uit de trombocyten en erytrocyten bij de stolling. Hemolytisch plasma of serum kan niet gebruikt worden omdat in de erytrocyten 150x zoveel LD voorkomt als in serum of plasma. Combinatie van LD met antilichamen kan verhoogde LD waarden veroorzaken door een verlengde halfwaardetijd van het LD-antilichaamcomplex.